# Alexandre Silva Cleyton
Alexandre Henri Marco Silva Cleyton (Jacareí, 8 marzo 1983) è un ex calciatore brasiliano, di ruolo centrocampista.

## Caratteristiche
Ricopre il ruolo di centrocampista offensivo.

## Palmarès

### Club

#### Competizioni nazionali
- Campionato greco: 1

Panathīnaïkos: 2009-2010
- Coppa di Grecia: 2

Larissa: 2006-2007
Panathīnaïkos: 2009-2010